# Примера Хунта (станция метро)
«Примера Хунта» (исп. Primera Junta) — станция Линии A метрополитена Буэнос-Айреса. Станция расположена между станциями Рио-де-Жанейро и Пуан. Станция была конечной до декабря 2008 года, когда произошло продление линии A на запад в связи с открытием двух новых станций, линия метро протянулась в район Флорес.

## Местоположение
Станция расположена на проспекте Авенида Ривадавия, в месте его пересечения с улицами Del Barco Centenera и Ройяс, в районе Кабальито. Станция расположена в квартале с различными магазинами.

## История
Эта станция относится к четвёртой части линии открытой с 1 июля 1914 года, связывая станцию и станцию Площадь Мая, в районе Кабальито.
От станции идут трамваи в сторону улиц Эмилио Митре, Хортигуэра и Авенида Директорио. Этот же маршрут используется в выходные и праздничные дни для исторического трамвая Буэнос-Айреса, образовательной поездки в два километра в восстановленных старинных трамваях, ходивших в городе до 1963 года.
Проект будущей Линии I был разработан на основе линии движения трамваев. Эти два туннеля в настоящее время используются для объединения с новым туннелем идущим с запада от нового продления линии А.
В качестве названия новой станции используется название правительства пришедшего к власти после Майской революции. Первая Хунта под председательством Корнелио Сааведра и исторических личностей, таких как Мануэль Бельграно, Мариано Морено и Хуан Хосе-Пасо.
С момента открытия станций Пуан и Карабобо, платформа используется не только как гараж для поездов, а с неё идут поезда в направлении станции Площадь Мая, и в направлении станции Сан-Педрито.

## Городские достопримечательности
- Mercado del Progreso
- Площадь Первой хунты
- Estación Caballito del Ferrocarril Sarmiento

## Галерея

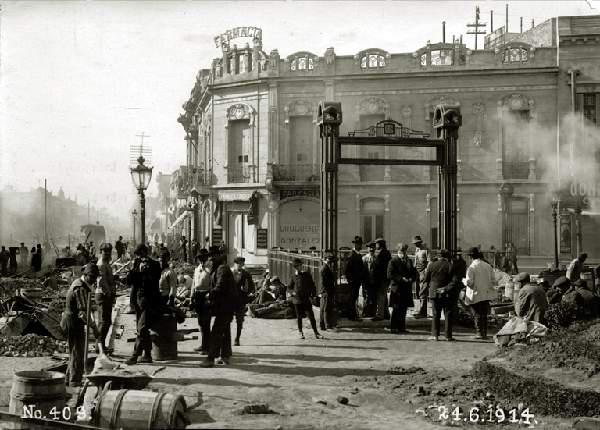
Строительство станции
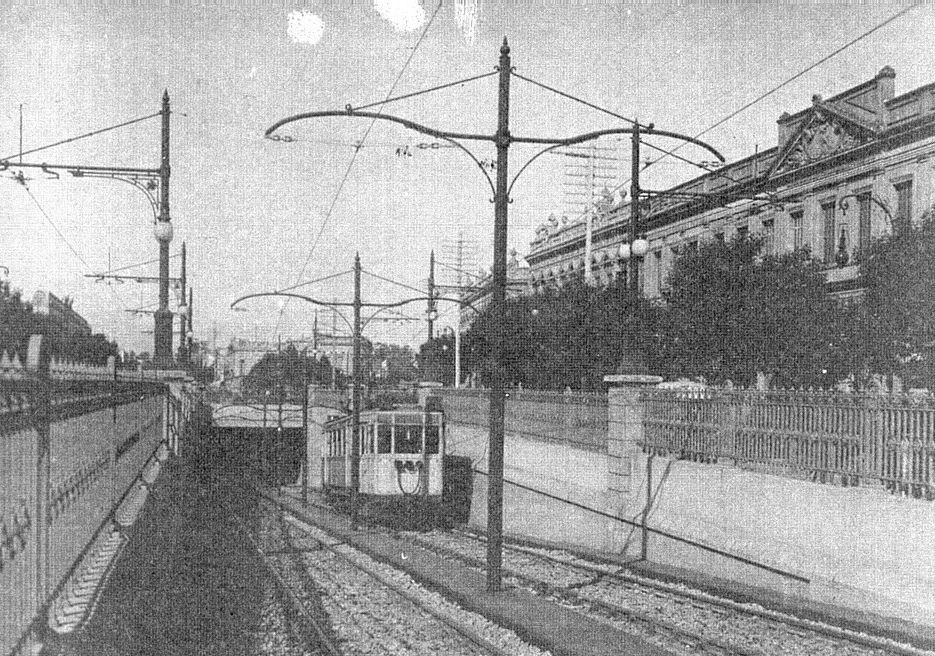
Вид улицы Авенида Ривадавия в 1913
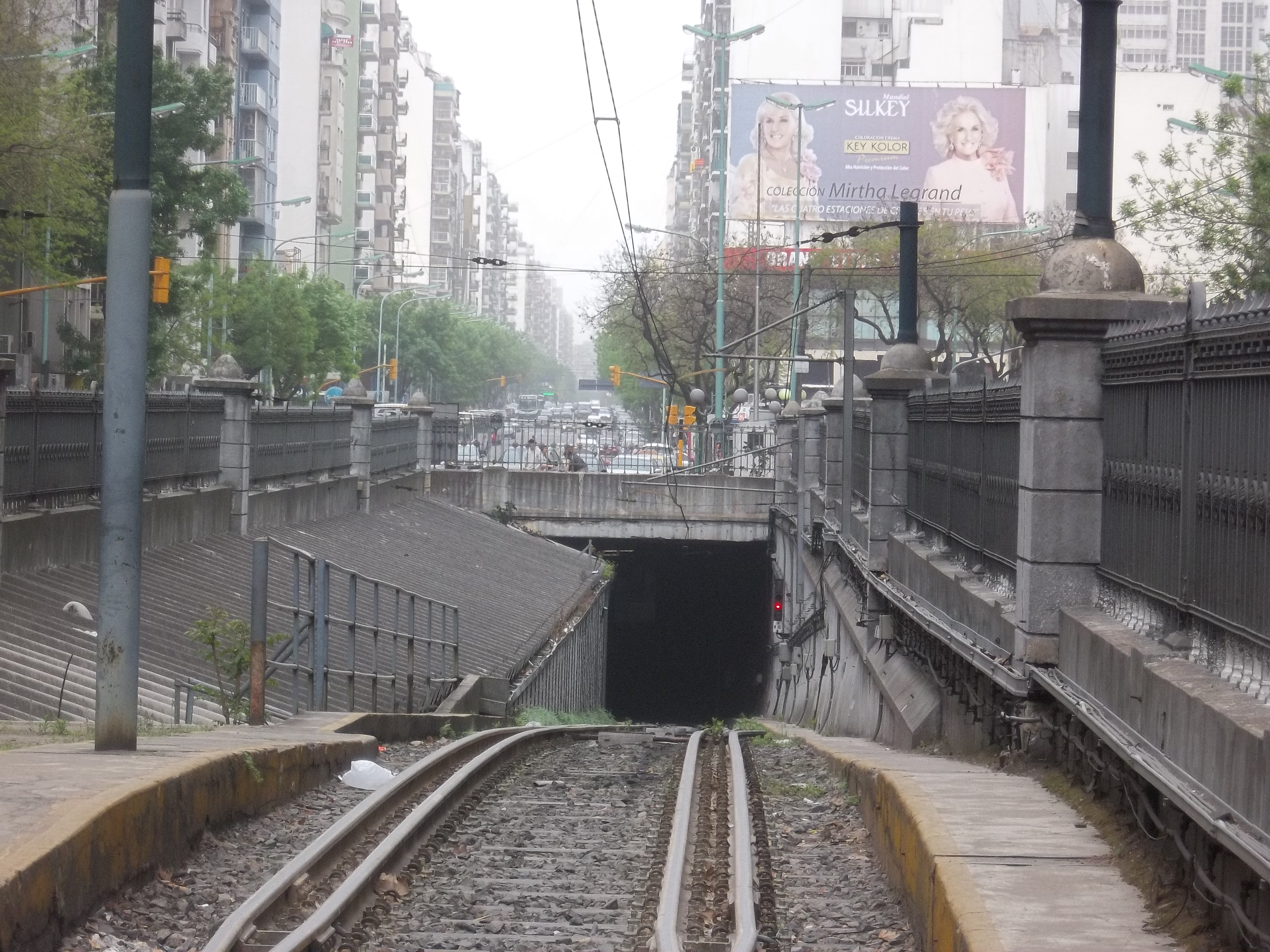
Та же улица в 2011
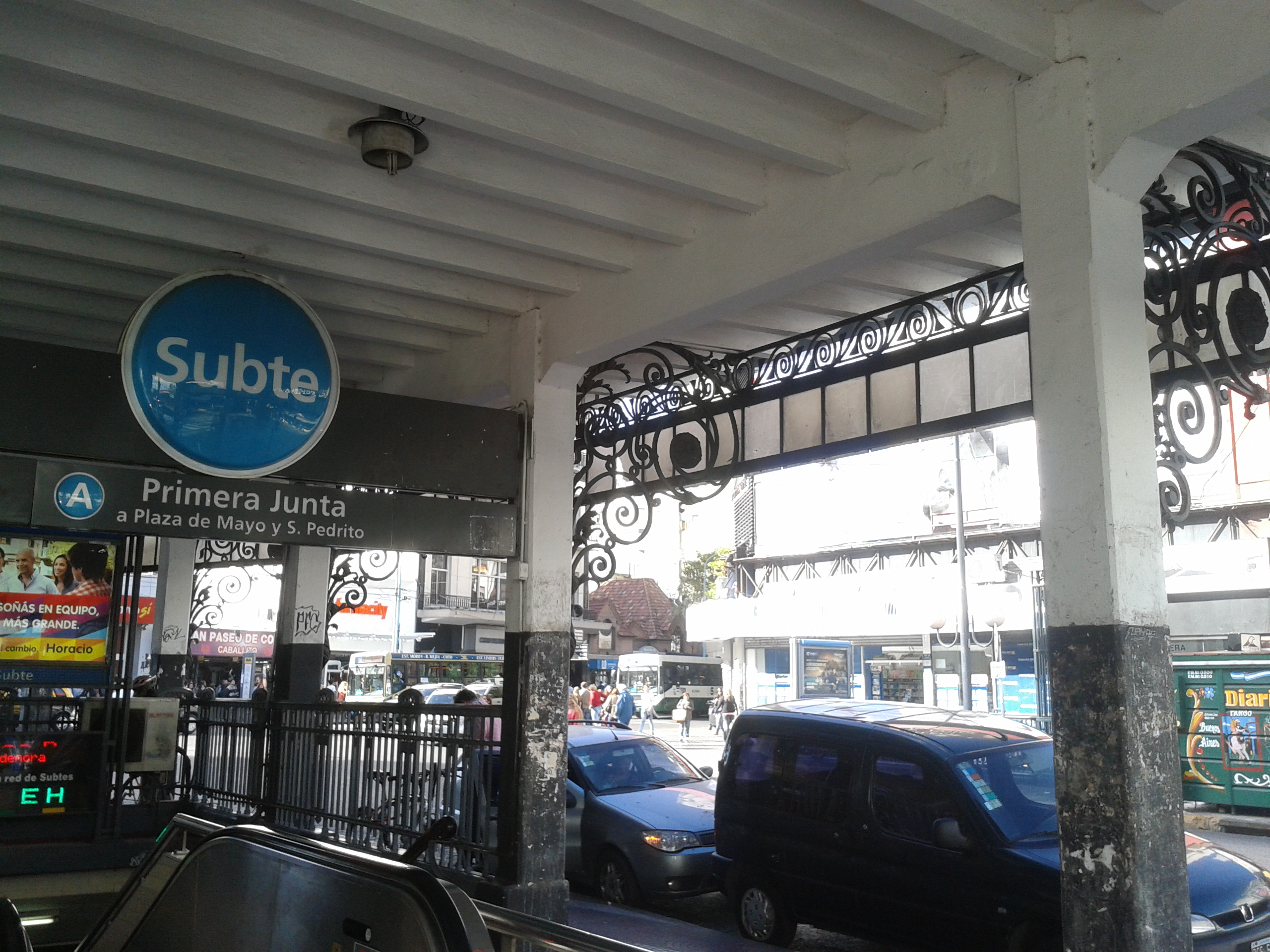
Вход в станцию метро с улицы
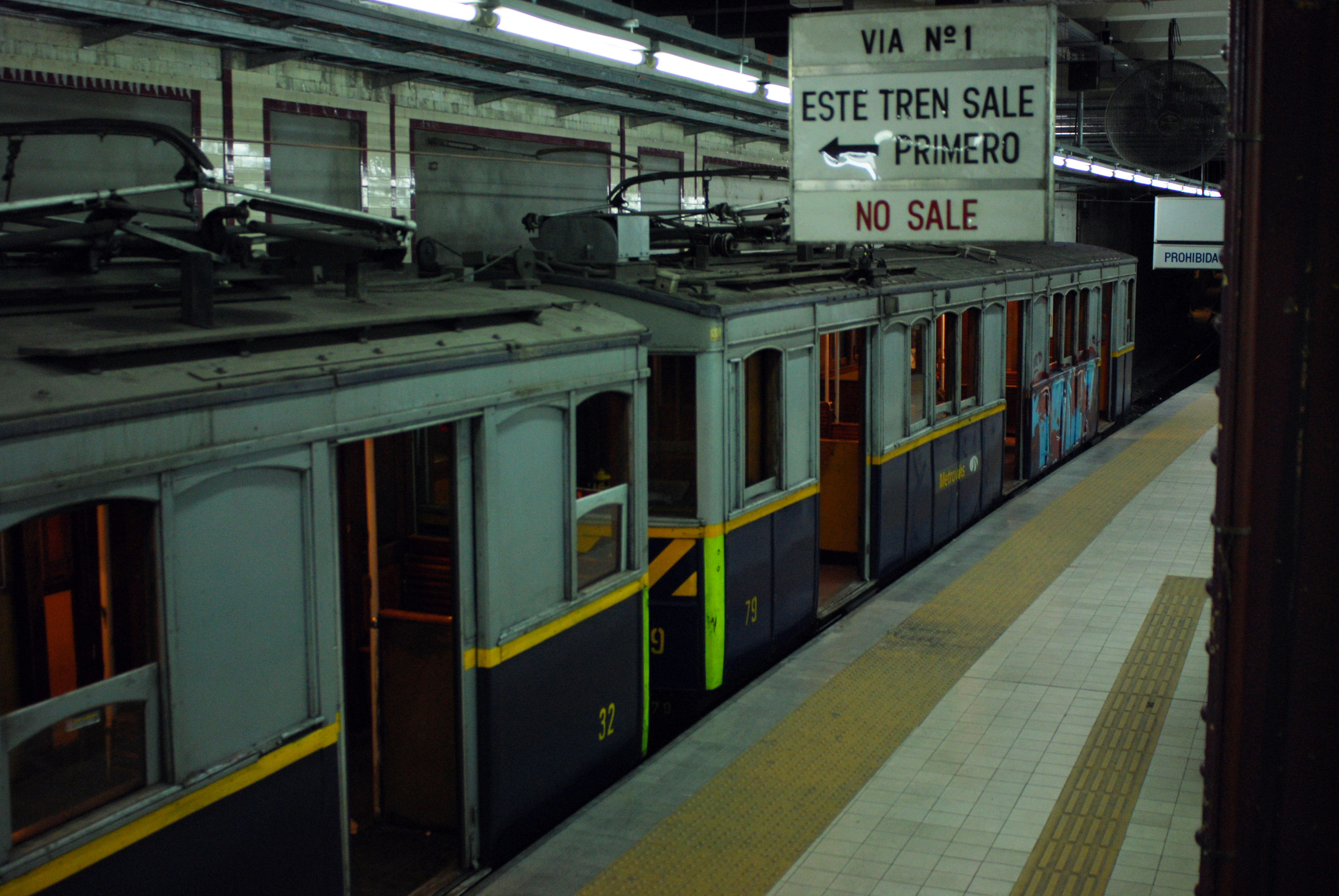
Вагон начала 20-го века La Brugeoise
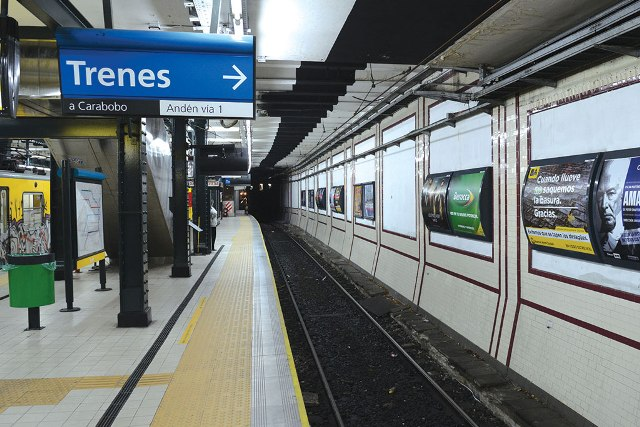
Перрон станции
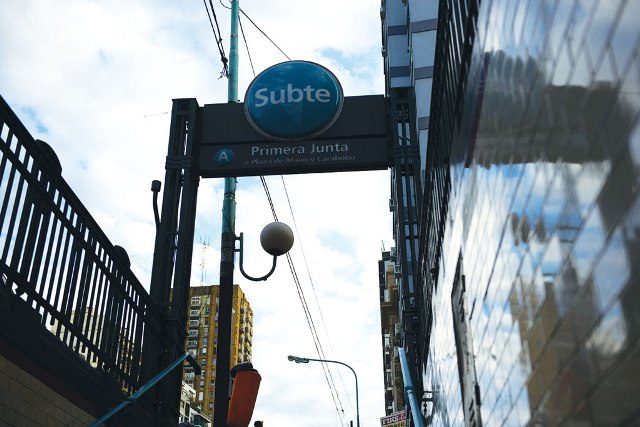
Вход в станцию метро с улицы